# 中島駅 (広島県)
中島駅（なかしまえき）は、広島県広島市安佐北区可部南一丁目にある、西日本旅客鉄道（JR西日本）可部線の駅である。駅番号はJR-B13。

## 歴史
- 1911年（明治44年）6月12日：大日本軌道広島支社線（当時）太田川橋（現・上八木駅） - 可部駅間延伸時に中島停留場（なかしまていりゅうじょう）として開設（旅客駅）[2]。
- 1919年（大正8年）3月11日：大日本軌道広島支社線が可部軌道へ譲渡され、同社の停留場となる。
- 1926年（大正15年）5月1日：可部軌道が広島電気に合併され、同社の停留場となる。
- 1931年（昭和6年）7月1日：広島電気線が広浜鉄道へ譲渡され、同社の停留場となる。
- 1936年（昭和11年）9月1日：広浜鉄道国有化、鉄道省可部線所属となり、安芸中島駅（あきなかしまえき）に改称[3]。
- 1943年（昭和18年）10月1日：営業休止[2]。
- 1956年（昭和31年）6月1日：中島駅（なかしまえき）に改称し営業再開[2]。旅客のみを取り扱う駅員無配置駅[4]。
- 1972年（昭和47年）9月1日：国鉄（→JR）特定都区市内制度が広島市に導入されたが、当駅は「広島市内」の駅から除外[5][注釈 1]。
- 1973年（昭和48年）5月1日：国鉄（→JR）特定都区市内制度における「広島市内」の駅となる[6]。
- 1987年（昭和62年）4月1日：国鉄分割民営化に伴い、西日本旅客鉄道（JR西日本）の駅となる[2]。
- 2005年（平成17年）10月1日：4両編成列車広島側1両でドアカット開始。
- 2007年（平成19年）
  - 7月28日：ICOCA対応簡易型自動改札機設置。
  - 9月1日：ICカード「ICOCA」が利用可能となる。
- 2008年（平成20年）3月15日：4両編成列車ドアカット解消。
- 2014年（平成26年）8月20日：平成26年8月豪雨により広島市で土砂災害が発生。緑井駅 - 可部駅間で8月31日まで運転を見合わせた[7][8][9][10]。

## 駅構造
可部方面に向かって左側に単式ホーム1面1線を有する地上駅（停留所）。
無人駅。駅舎は無く、直接ホームに入る形となっている。入口付近に自動券売機と簡易式自動改札機が設置されている。小さいながらも待合所があり、風雨を凌ぐことは可能。なおトイレは、待合所隣に独立して設置されている。
ホームはカーブとなっており、列車とホーム間が広く開いている所がある。2005年10月 - 2008年3月14日までは、4両編成列車広島側1両が締切扱いとなっていたが、同年3月15日以降は七軒茶屋駅及び上八木駅が4両編成列車に対応するためホーム延伸工事を行い、全ドアが開くようになった。
ICOCA（相互利用可能ICカードはICOCAの項を参照）が利用可能。JR特定都区市内制度における「広島市内」の駅である。

## 利用状況
以下の情報は、「広島市統計書」及び「広島市勢要覧」に基づいたデータである。
| 年度               | 1日平均 乗車人員 | 年度毎 総数 | 定期券 総数 | 普通券 総数 |
| ------------------ | ---------------- | ----------- | ----------- | ----------- |
| 1968年（昭和43年） | 241.4            | 176,250     | 162,870     | 13,380      |
| 1969年（昭和44年） | 230.6            | 168,304     | 158,156     | 10,148      |
| 1970年（昭和45年） | 193.5            | 141,280     | 132,322     | 8,958       |
| 1971年（昭和46年） | 168.5            | 123,355     | 109,756     | 13,599      |
| 1972年（昭和47年） | 138.3            | 100,967     | 88,280      | 12,687      |
| 1973年（昭和48年） | 147.5            | 107,682     | 89,610      | 18,072      |
| 1974年（昭和49年） | 168.7            | 123,184     | 104,506     | 18,678      |
| 1975年（昭和50年） | 165.4            | 121,095     | 99,834      | 21,261      |
| 1976年（昭和51年） | 195.8            | 142,924     | 120,654     | 22,270      |
| 1977年（昭和52年） | 188.0            | 137,251     | 115,292     | 21,959      |
| 1978年（昭和53年） | 181.1            | 132,190     | 116,678     | 15,512      |

以上の
1日平均乗車人員は、乗車数と降車数が同じであると仮定し、年度毎総数を365（閏年が関係する1971・1975年は366）で割った後で、さらに2で割った値を、小数点第二位で四捨五入。小数点一位の値にした物である。
| 年度                | 1日平均 乗車人員 |
| ------------------- | ---------------- |
| 1979年（昭和54年）  | 193              |
| 1980年（昭和55年）  | 191              |
| 1981年（昭和56年）  | 173              |
| 1982年（昭和57年）  | 173              |
| 1983年（昭和58年）  | 190              |
| 1984年（昭和59年）  | 191              |
| 1985年（昭和60年）  | 194              |
| 1986年（昭和61年）  | 274              |
| 1987年（昭和62年）  | 376              |
| 1988年（昭和63年）  | 422              |
| 1989年（平成 元年） | 450              |
| 1990年（平成02年）  | 491              |
| 1991年（平成03年）  | 574              |
| 1992年（平成04年）  | 650              |
| 1993年（平成05年）  | 772              |
| 1994年（平成06年）  | 709              |
| 1995年（平成07年）  | 740              |
| 1996年（平成08年）  | 776              |
| 1997年（平成09年）  | 775              |
| 1998年（平成10年）  | 775              |
| 1999年（平成11年）  | 743              |
| 2000年（平成12年）  | 575              |
| 2001年（平成13年）  | 482              |
| 2002年（平成14年）  | 264              |
| 2003年（平成15年）  | 211              |
| 2004年（平成16年）  | 226              |
| 2005年（平成17年）  | 234              |
| 2006年（平成18年）  | 483              |
| 2007年（平成19年）  | 497              |
| 2008年（平成20年）  | 500              |
| 2009年（平成21年）  | 499              |
| 2010年（平成22年）  | 513              |
| 2011年（平成23年）  | 524              |
| 2012年（平成24年）  | 553              |
| 2013年（平成25年）  | 546              |
| 2014年（平成26年）  | 562              |
| 2015年（平成27年）  | 631              |
| 2016年（平成28年）  | 772              |
| 2017年（平成29年）  | 816              |
| 2018年（平成30年）  | 867              |
| 2019年（令和 元年） | 887              |
| 2020年（令和02年）  | 720              |
| 2021年（令和03年）  | 789              |
| 2022年（令和04年）  | 764              |

乗車数グラフ

## 駅周辺
- 国道183号（可部街道）
- 国道54号（可部バイパス）
- 広島県道70号広島中島線
- 可部自動車学校
- 可部公共職業安定所
- 広島市立安佐市民病院
- 広島文教大学
- 広島文教大学附属高等学校
- 広島市立可部南小学校
- 可部中島郵便局
- 広島銀行可部支店可部南出張所
- JR西日本広島支社可部変電所

## バス路線
国道183号（可部街道）沿いに中島駅口バス停、広島県道70号広島中島線沿いに中島バス停があり、広島交通・広電バスが発着している。
中島駅口 バス停（可部駅前方面）
- 72 桐陽台（）・大林線（広島交通） 可部駅前方面
- 72 南原（）線（中緑井経由）（広島交通） 可部駅前方面
- 72 上根・吉田線（広電バス） 可部駅前方面
- 73 勝木線（広島交通） 可部駅前方面
- 73 豊平・琴谷線（広電バス） 可部駅前方面
- 74 三段峡線（広電バス） 可部駅前方面
- 74-1（広島交通） 上原方面

中島駅口 バス停（緑井方面）
- 72,73 （広島交通・広電バス） 中緑井方面
- 74（広島交通・広電バス） 緑井五丁目方面

中島 バス停（可部駅前方面）
- 30,32 可部・深川線（広島交通） 可部駅前・桐陽台・大林車庫方面
- 可部・高陽団地線（広島交通） 可部駅前・桐陽台方面 平日3便

中島 バス停（下深川方面）
- 30,32 可部・深川線（広島交通） 下深川・中深川方面
- 可部・高陽団地線（広島交通） 下深川・高陽車庫方面 平日4便、土曜1便

## 隣の駅
西日本旅客鉄道（JR西日本）
 可部線
上八木駅 (JR-B12) - 中島駅 (JR-B13) - 可部駅 (JR-B14)